# 소나 (신라)
소나(素那, 미상~675년)는 7세기 신라의 무장이다. 다른 이름은 금천(金川)인데, 이는 소나라는 이름의 한자 표기로 해석된다.
백제와의 접경지였던 백성군(白城郡: 현 경기도 안성시 안성읍)의 사산(蛇山: 현 충청남도 천안시 직산면) 사람으로 아버지 침나(沈那) 때부터 백제와의 전쟁에서 공을 세웠으며, 백제가 멸망한 660년 이후, 당시 한산주도독이던 유공의 추천으로 고구려와의 변경 지대인 아달성(阿達城)으로 배치되었다.
문무왕(文武王) 15년(675년) 봄에 당시의 아달성 태수로 있던 급찬(級湌) 한선(漢宣)이 백성들을 거느리고 성을 나가서 삼을 심는 사이, 첩자를 통해 사전에 이 정보를 입수한 말갈이 성으로 쳐들어와 약탈을 자행했다. 이때 소나는 “너희들은 신라에 침나의 아들 소나가 있다는 것을 아느냐? 실로 죽음이 두려워 살고자 도모하지 않겠다. 싸우고자 하는 자는 어찌 나오지 않느냐!”고 외치며 칼을 들고 돌진해 적과 싸웠고, 아침부터 저녁까지 벌어진 싸움 끝에 온몸에 화살을 맞고 쓰러져 죽었다.
《삼국사기》에는 가림군(加林郡: 현 충청남도 부여군 임천면)의 양갓집 출신으로 소나가 아달성으로 가면서 데리고 가지 않고 가림군에 남겨두었던 그의 아내에 대한 일화가 수록되어 있는데, 소나가 죽었다는 소식에 조문하러 찾아온 가림군 사람들에게 소나의 아내가 “내 남편은 평소에 늘 ‘사나이라면 마땅히 싸우다 죽어야지, 어찌 병상에 누워 집사람의 보살핌 속에서 죽겠는가?’ 하더니 지금 그 뜻대로 죽었다.” 고 대답하였다고 한다.
또한 사후 문무왕에 의해 잡찬(迊湌)으로 추증되는데, 이는 신라에서 진골(眞骨)만이 받을 수 있는 관등으로 지방 출신인 소나의 신분을 감안할 때 파격적인 대우였다.

## 전기 자료
- 《삼국사기》 권47, 〈열전〉7, 소나

## 같이 보기
- 나당전쟁